# استارویه باریاتینو
استارویه باریاتینو (انگلیسی: Staroye Baryatino) یک شهرک در شهرستان استرلیتاماکسکی استان باشقیرستان کشور روسیه است.